# Creigh Deeds
Robert Creigh Deeds, (né le 4 janvier 1958 à Richmond), est un homme politique américain. Il fut membre de la Chambre des représentants de Virginie de 1992 à 2001 et, depuis cette date, est membre du Sénat de Virginie.
Candidat du Parti démocrate au poste de gouverneur de Virginie en 2009, il est battu le 3 novembre par Bob McDonnell, candidat des Républicains qui l'emporte avec 58,65 % des voix.
À quelques jours de l'élection, son adversaire républicain était d'ailleurs donné solidement en tête devant lui.
Le 19 novembre 2013, il est poignardé à plusieurs reprises à son domicile, par son fils de 24 ans, Gus, qui se donne ensuite la mort, selon la police.